# The Settlers: L'Eredità dei Re
The Settlers: L'Eredità dei Re (Die Siedler - das Erbe der Könige in tedesco) è un videogioco per PC di tipo RTS e gestionale, ma con un ritmo di gioco più lento rispetto ai tradizionali titoli dello stesso genere come la serie Age of Empires. È stato sviluppato dalla Blue Byte Software nel 2005.
L'Eredità dei Re si distacca parecchio dai suoi predecessori presentando per la prima volta nella serie un motore grafico completamente in 3D e spostandosi su coordinate più vicine ad RTS fantasy come Warcraft III: Reign of Chaos e Il Signore degli Anelli: la Battaglia per la Terra di Mezzo che ai gestionali classici.

## Meccaniche di gioco
Le meccaniche di gioco non sono molto diverse dai titoli precedenti, perciò il giocatore deve costruire e gestire un insediamento e difenderlo dagli attacchi nemici. Tuttavia, rispetto al passato, la parte gestionale è stata semplificata (ma include comunque delle novità come gli edifici specializzati nella raffineria delle risorse e il fatto che tutti gli edifici sono potenziabili, mediante aggiornamenti ottenibili attraverso la ricerca) favorendo quella militare, che comprende ora anche degli eroi.
In ogni partita si inizia con una fortezza, alcuni manovali, una manciata di risorse e uno o più eroi. Il giocatore deve costruire un insediamento erigendo strutture per la ricerca e per la raccolta di risorse, costruire alloggi e fattorie per i lavoratori e addestrare truppe per fronteggiare le minacce che possono turbare la pace dell'insediamento.
Il gioco permette di affrontare partite sia in singolo giocatore (le mappe personalizzate e la campagna), sia in multiplayer (le mappe apposite studiate per il gioco online).

## Trama
Il Vecchio Impero, un tempo unito sotto la guida di re Keron il Saggio, è stato smembrato dal pugno di ferro di re Mordred e sulla terra è scesa una pesante coltre di tenebre: la gente ha lottato duramente per difendere la propria vita, strappando il più possibile al terreno devastato dalla guerra per poter sopravvivere. Nel frattempo, le feroci truppe di Mordred battono a tappeto il territorio, alla ricerca dell'erede di Keron. Di lui, però, non fu mai trovata alcuna traccia.
Da allora sono passati molti anni e mentre una madre giace nel letto di morte, un giovane uomo del villaggio di Thalgrund scopre il suo destino e il suo passato. Soltanto lui, in qualità di legittimo erede al trono, potrà riunire il Vecchio Impero liberandolo dal giogo di Mordred. Durante i suoi viaggi egli incontrerà fidati alleati pronti a sacrificarsi per aiutare il giovane eroe nella missione di recuperare un misterioso amuleto.

## Campagna
La storia della campagna si dipana attraverso 15 mappe, nelle quali il giocatore comanderà l'erede al trono del Vecchio Impero Dario verso la riconquista dell'antico regno del padre contro il giogo del despota Mordred. In ogni mappa sono presenti anche diverse missioni secondarie che, se svolte, sono di aiuto al giocatore per compiere la missione principale.
Thalgrund
Mentre il giovane Dario si trova nei campi con il suo falcone, vede attraverso gli occhi dell'animale un gruppo di uomini che sta attaccando il suo villaggio. Poco dopo viene raggiunto da un abitante che lo avvisa dell'assalto di alcuni Cavalieri Neri. Dario si getta contro i misteriosi nemici e li sconfigge, ma il villaggio viene quasi totalmente distrutto nell'attacco. Dario dovrà ricostruirlo e dovrà ottenere l'aiuto dei villaggi vicini, i quali previo pagamento in risorse lo riforniranno di truppe, che lo aiuteranno a fronteggiare i nuovi assalti dei Cavalieri Neri. Dopo averli sconfitti, Dario viene avvisato che dei Cavalieri Neri, come gli stessi che hanno devastato il villaggio di Thalgrund, stanno per attaccare Ridgewood, il villaggio in cui vive la sua vecchia madre.
Ridgewood
Crawford
Claycourt
L'Acquazzone
Barmecia
Folklung
Norfolk
Kaloix
La Grande Piaga
Il Castello del Vecchio Re
Le Montagne Nebbiose
Evelance
Le Terre Brulle
La Battaglia di Evelance

## I luoghi di xx
Thalgrund è il villaggio in cui viveva Dario. Dopo essere stato attaccato dai Cavalieri Neri, Dario lo ha ricostruito e, con l'aiuto dei villaggi vicini, è stato in grado di respingere i misteriosi nemici.
Ridgewood è il villaggio in cui viveva la madre di Dario, morta poco dopo che il villaggio fu salvato dall'attacco dei Cavalieri Neri da Dario e i suoi uomini. Dopo aver respinto l'attacco Dario ricostruì il villaggio, parzialmente distrutto dai nemici. Attorno a Ridgewood ci sono altri villaggi, xxx e yyy, aiutati da Dario ed Erec a respingere gli assalti dei Cavalieri Neri.
Crawford è la città in cui viveva il saggio Helias, zio di Dario e padre di Kerberos. La città è costruita su due piani di una larga collina e non ha fortificazioni. È controllata dal Reggente xxx e dall'Arcivescovo. Dario ed Erec aiuteranno a fortificare la città.
Cleycourt e Barmecia sono due città in conflitto tra loro, governate da due fratelli. Il governatore di x è un uomo molto religioso, pacifico e rispettoso verso la natura che lo circonda; il governatore di y, invece, preferisce il progresso e la guerra, e non esita sfruttare tutte le risorse a sua disposizione per soddisfare i suoi interessi. Questo sfruttamento massivo delle risorse ha portato all'inaridimento della zona circostante.
Folklung è una grande città fortificata, da tempo assediata dai barbari. Il principe x è legato sentimentalmente alla principessa di Norfolk.
Norfolk è una città fortificata situata vicino a un lago e a terreni paludosi, circondata su tre lati dall'acqua. Le sue difese la rendono difficile da conquistare via terra, per questo motivo la principessa ritiene che le sue difese siano invulnerabili. Mordred riuscirà a ghiacciare le acque del lago e attaccherà la città, ora molto vulnerabile, durante l'inverno.
Kaloix (pronunciato alla francese) è la città in cui risiede la Contessa Mary De Mortfichet. Quando la compagnia arriverà nei paraggi della città, Helias rimarrà presso la Contessa per negoziare e trovare accordi diplomatici.
Nelle vicinanze della città si trovano la città ribelle di Truant, il villaggio di … e un insediamento di Mordred.
La Contessa possiede delle miniere inutilizzate, vendute a Dario come ringraziamento per avere aiutato il villaggio di xxx. Queste miniere sono però reclamate dal villaggio di Truant, che non esiterà ad usare la forza delle armi per prendersele.
Il Castello del Vecchio Re era il luogo in cui viveva Re Keron con la sua famiglia prima che Mordred lo attaccasse e che lo facesse uccidere da Kerberos. Situato su una alta montagna e ben fortificato, non era mai stato espugnato. Con il castello ora in rovina, nella zona si sono insediati vari gruppi di banditi.
Nei dintorni della collina del castello si trova il villaggio di x, in cui era cresciuta Ari con il vecchio Drago. Ai piedi delle rovine del castello si trova x, un vecchio amico di Re Keron che aspetta da tempo il ritorno di Dario.
Nelle Terre Desolate si trovano vari villaggi assoggettati al dominio di Mordred. Dario li libererà e otterrà truppe da questi villaggi nella battaglia finale ad Evelance.
Evelance è una fortezza pesantemente fortificata e situata su un'alta montagna, composta su vari livelli. Su ogni livello si trovano attività economiche e artigianali e miniere.

## Personaggi
In L'Eredità dei Re compaiono diversi personaggi che influenzano la trama in maniera più o meno differente e sono pochi quelli direttamente giocabili, ovvero gli eroi. Questi personaggi, oltre ad essere i protagonisti, possiedono abilità e caratteristiche peculiari.
- Keron era il re del Vecchio Impero, fratello di Helias, padre di Dario e zio di Kerberos. Quando Mordred attaccò il suo castello, ordinò alla moglie di fuggire lontano con il figlio. Verrà ucciso da Kerberos[2].

- Mordred è il nemico principale di Dario. Pur non comparendo mai di persona nel gioco, muoverà le sue armate alla conquista del Vecchio Impero per impadronirsene. Kerberos si ribellerà contro di lui e lo ucciderà nel suo castello ad Evelance, prendendone il controllo. In passato ha combattuto e sconfitto il precedente re, Keron, nel suo castello.

- Leonardo è un bizzarro inventore che aiuterà Dario e la sua compagnia nel corso dei suoi viaggi. È lui che fornisce a Dario i suoi piani per l'uso della polvere da sparo per armi d'assedio e per creare le torri meteorologiche. A Norfolk verrà catturato da Mordred e costretto a rivelargli i piani per costruire torri meteorologiche. Sulle Montagne Nebbiose metterà alla prova Dario e i suoi compagni.

Il suo nome è probabilmente ispirato a Leonardo da Vinci.

### Eroi
- Dario è il protagonista ed il legittimo erede al trono del Vecchio Impero in quanto figlio di re Keron. Sconfitto Kereberos ad Evelance, diventerà re e celebrerà il matrimonio con Ari.

- Erec è un vecchio amico d'infanzia di Dario ed un ottimo spadaccino. Compare per la prima volta nel prologo e nella seconda missione della campagna, ma viene nominato anche nella prima missione dal sindaco di una delle città vicine di Thalgrund.

- Helias

- Ari è una ladra. Dario la incontrerà vicino a Barmecia, per ordine del governatore di x di catturarla poiché accusata di avere rubato un manufatto prezioso alla città. Quando Dario la incontrerà per la prima volta nel suo campo, lei scapperà dicendogli di lasciarla stare, e si rifugerà in un avamposto vicino. Quando Dario la raggiungerà all'avamposto, Ari si arrenderà senza opporre resistenza. Nello stesso momento arrivano delle guardie di x che l'arresteranno. Durante l'acquazzone …Quando la Compagnia arriva a Kaloix, lei e Pilgrim si separeranno dal gruppo per andare ad aiutare i villaggi vicini, ma verranno catturati dalle truppe della Contessa De Mortfichet e imprigionati. Pilgrim riuscirà a scappare e contattare il resto del gruppo per aiutarli. Dopo essere stata liberata dalla prigionia della Contessa, lei e Dario comprenderanno il legame che li unisce.

Arrivati nei pressi del Castello del Vecchio Re, lei ed Helias saranno separati dal resto del gruppo da una frana. Dopo aver recuperato una chiave da un accampamento di banditi, i due si dirigeranno verso il villaggio di x, dove Ari è cresciuta con il suo vecchio amico Drago.
- Pilgrim (in inglese la parola pilgrim significa pellegrino)

- Salim

- La contessa Mary de Mortfichet risiede nella città di Kaloix ed è alleata di Mordred. Appare per la prima volta nella xesima missione, Kaloix. La sua condotta la porta a danneggiare chiunque si metta contro di lei e che non accetti di allearsi con Mordred. Sarà la Contessa in persona a far ammalare di peste un'intera regione (avvelenando l'acqua del fiume principale, vicino al quale si trova la sua fortezza) e a far rapire Ari e Pilgrim. Dopo che Dario avrà abbattuto la sua fortezza, verrà imprigionata e le sue terre espropriate.

- Kerberos, figlio di Helias e cugino di Dario, è il principale antagonista del gioco. Appare per la prima volta poco dopo che Dario ed Erec rompono l'assedio di Crawford, mentre fugge lontano dall'accampamento in fiamme degli assedianti. Ricompare nella xesima missione, quando Dario, dopo aver riconquistato il Castello del Vecchio Re, assalterà l'accampamento di Kerberos con l'aiuto delle truppe della città vicina di xxx, in cui rincontrerà suo padre e accetterà di unirsi temporaneamente alla compagnia del cugino. Anche se Dario ed Helias lo accetteranno nella compagnia, Ari non si fiderà ugualmente di lui. Come prova della sua lealtà darà a Dario un pezzo dell'amuleto e li condurrà verso il penultimo pezzo nelle Montagne Nebbiose, dove combatterà contro gli uomini di Mordred. Quando la Compagnia arriva ad Evelance, Kerberos usa un pretesto per allontanarsi dal resto del gruppo e continuare a combattere Dario assieme a Mordred. In seguito si ribellerà contro il suo vecchio alleato e lo ucciderà nel suo castello di Evelance, prendendo il controllo della fortezza e di tutte le sue truppe.

Verrà definitivamente sconfitto da Dario e la sua compagnia nella battaglia finale di Evelance, in cui verrà creduto morto, poiché il suo corpo non venne ritrovato. Ritornerà nell'espansione Legends per vendicarsi di Dario.

## Critica
Il gioco è stato valutato sul numero 100 di Giochi per il mio computer di febbraio 2005 con un 7.5/10.